# The Foundling (film 1912 Miller)
The Foundling è un cortometraggio muto del 1912 diretto da Ashley Miller.

## Trama
Un ex trovatello deve provare chi sono i suoi genitori per poter ottenere il consenso alle sue nozze con la figlia del vicario.

## Produzione
Il film fu prodotto dalla Edison Manufacturing Company.

## Distribuzione
Distribuito dalla General Film Company, il film - un cortometraggio in una bobina - uscì nelle sale cinematografiche degli Stati Uniti il 18 ottobre 1912. Nel Regno Unito, venne distribuito il 15 febbraio 1915.